# Matusja Blum
Matusja Blum, bosanskohercegovska pianistka in pedagoginja, * 1914, Kišinjov, Moldavija, † 1998, Sarajevo
V rodnem Kišinjovu je Blumova pričela s študijem klavirja. V Sarajevo je prišla leta 1939 po končanem študiju na konservatoriju v Pragi v mojstrskih razredih pri uglednih profesorjih Vilemu Kurzu in Janu Heŕmanu. V obdobju med dvema vojnama je imela bogato koncertno kariero. Kot pedagoginja je najprej delala na Srednji glasbeni šoli v Sarajevu od leta 1945, potem pa nekaj let tudi v Beogradu (1948/52). Od leta 1955 je bila profesorica klavirja na Akademiji za glasbo v Sarajevu (v letih 1963/67 in 1973/77 je opravljala funcijo dekana). Kot dolgoletna klavirska pedagoginja je vzgojila nekoliko generacij vrstnih pianistov in pedagogov: Božena Griner, Milanka Mišević, Olga Vukomanović-Tarbuk, Milica Šnajder-Huterer, Farida Mušanović, Zlata Maleš, Planinka Jurišić-Atić, Attila Gracza in drugi. V razredih najboljših študentov Matusje Blum so se šolali, danes širše uveljavljeni pianisti kot so: Aleksandra Romanić, Peđa Mužijević, Vladimir Valjarević, Lidija Bizjak, Stefan Ćirić, Sanja Bizjak itd.
Matusja Blum je bila popolnoma posvečena pedagoškem poklicu, njena pianistika je bila progresivna ter utemeljena na sinkretizmu velike ruske in zelo izostrene češke klavirske šole. Za umetniške in pedagoške dosežke ji je bila leta 1984 podeljena največja Republiška nagrada BiH.